# Jevhen Konopljanka
Jevhen Olehovytj Konopljanka (ukrainska: Євген Олегович Коноплянка), född 29 september 1989 i Kirovohrad, Ukrainska SSR, Sovjetunionen, är en ukrainsk fotbollsspelare (mittfältare). Konopljanka spelade mellan 2010 och 2023 i Ukrainas landslag.